# Yamaha TX81Z
De Yamaha TX81Z is een digitale synthesizer, uitgebracht door Yamaha in 1987 als synthesizermodule.
In tegenstelling tot andere FM-synthesizers uit dezelfde tijd, bracht de TX81Z een keuze uit een reeks golfvormen naast de gebruikelijke sinusgolfvormen. Deze eigenschap geeft hem een uniek, raspend geluid. De TX81Z heeft hierdoor een reputatie opgebouwd, grotendeels vanwege bepaalde ingebouwde klanken.

## Mogelijkheden
De TX81Z is multitimbraal en heeft 128 ROM- en 32 RAM-patches. Het is lastig om geluiden te programmeren voor de TX81Z en de kwaliteit van de door Yamaha meegeleverde patches is dusdanig dat de behoefte aan andere geluiden niet groot is. Onder de klanken is LatelyBass te vinden, een van de meest populaire preset-klanken uit de synthesizer geschiedenis.
De patches van de TX81Z zijn compatibel met die van de Yamaha DX21, DX27 en DX100 synthesizers. De Yamaha DX11 synthesizer is essentieel een keyboard-versie van de TX81Z, vanwege de grote overeenkomsten. 

## Gebruik
Het maken van nieuwe klanken vanaf het voorpaneel is mogelijk, maar de vele menu's en de 32 tekens op het kleine scherm maken dit ingewikkeld. Er zijn met de tijd virtuele plugins ontwikkeld zodat dit bewerken een stuk eenvoudiger werd.
De TX81Z was ontworpen als een budget FM-machine in vergelijking met andere synthesizers. De TX81Z is opgebouwd rond een enkele FM-chip, de Yamaha YM2414B (OPZ), terwijl andere synthesizers zoals de DX7 een chipset gebruiken. Omdat de YM2414 een hardware FM-generator is, is de TX81Z gelimiteerd tot de mogelijkheden van deze chip. Hierdoor blijft de polyfonie steken op 8 stemmen.
De TX81Z is erg gevoelig voor System Exclusive berichten. Er moet speciaal op worden gelet om deze berichten met een tussenpoos van 50ms na elkaar te versturen zodat het apparaat tijd heeft deze berichten te verwerken.
De lage prijs van de TX81Z maakte deze populair onder muziekproducers met een klein budget. Zelfs anno 2014 wordt deze geluidsmodule nog regelmatig gebruikt in diverse dance en house producties.

## Geluidsvoorbeeld
|  |                                    |
|  | TX 81Z voorbeelden (download·info) |